# 家裡蹲

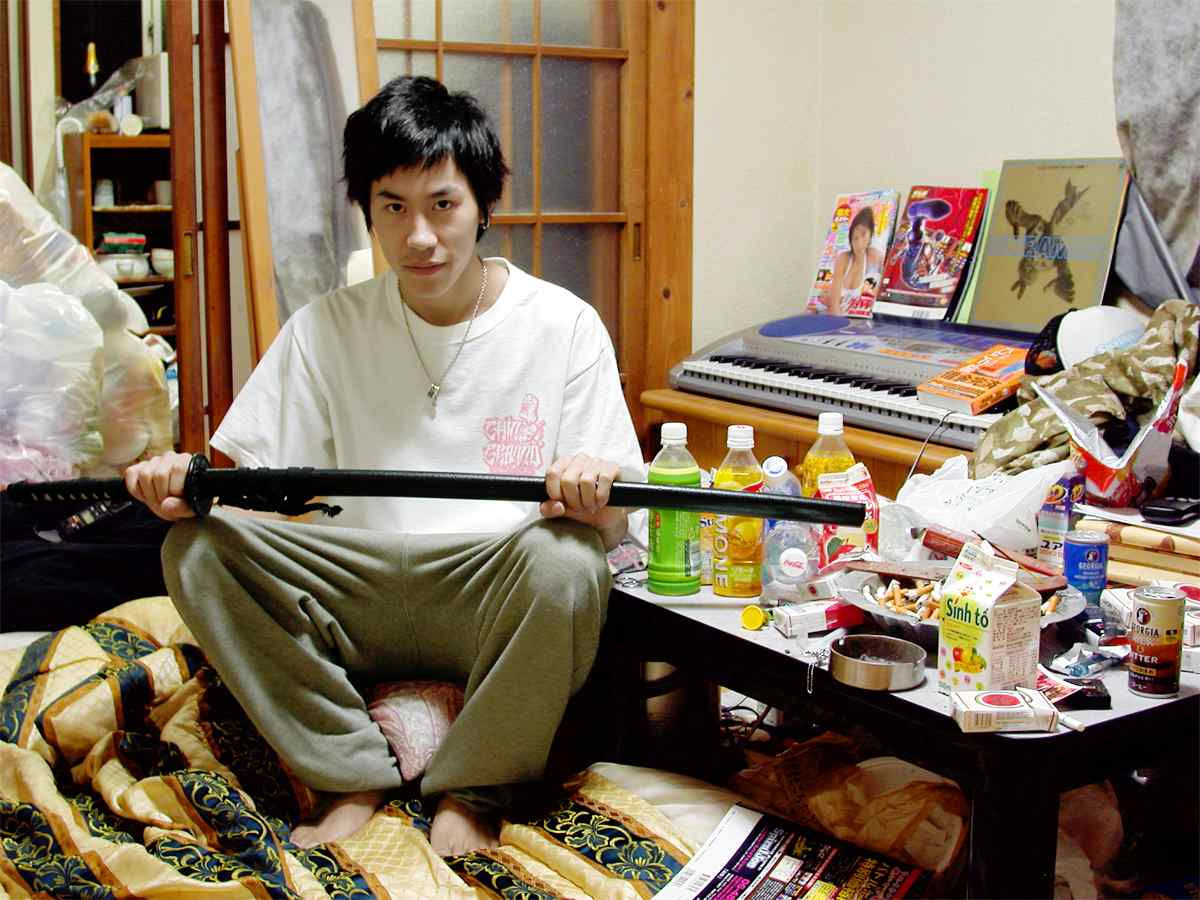
日本的一名家裡蹲青年

家裡蹲（日语： Hikikomori）泛指长期隐居在家等地方，不出头露面。
家裡蹲在日本是一種严重的社會現象，絕大多數家裡蹲，他們逃避社會，隱蔽於臥室之中，有時長達幾年之久。 醫生們正在努力避免“家裡蹲”對下一代造成重要影響。日本厚生劳动省把家裡蹲定義為超過半年不接觸社會、不上學、不上班，不與外人交往，生活自我封閉。

## 家裡蹲
家裡蹲（又叫「蛰居者」，俗稱「繭居族」、「隱蔽人士」、「關門族」、「家裡蹲」），指人處於狹小空間、不出社會、不上學、不上班，過著內向的生活。「隱蔽」一般是指拒絕溝通、參與社會的心理狀態，日本國立精神神經醫療研究中心定義為「由於各種因素，參與社會活動的機會減少，長期未就學或工作接觸自家以外的生活空間之狀態」。澳洲精神疾病患者親朋協會的定義亦相近，指這種人明顯不願參與日常生活中普通的人際互動，躲避至個人的安逸空間。
「繭居族」一詞則是由英文cocooning翻譯過來，以該英文字來形容隱蔽一族是由一位美國趨勢預言家Faith Popcorn在她的1992年著作《爆米花報告》（The Popcorn Report）首先提出。至於日本稱為或者，由（hiki）和（komoru）的名詞化動詞两部分组成，按字面解释分别为“退隐、抽离”和“隐蔽、社会退缩”，據稱日本蛰居者人數有近百萬。他們大多只有出現肚子餓問題才偶然出門，平常是足不出戶，甚至有些嚴重者長達數年都如此，不過仍有少數隱蔽人士有出社會、運用網際網路工作。
在高度都市化的地區，社會經常給予青少年一些壓力，使他們覺得自己是失敗、無用的。這些壓力有很多的來源。在填鴨式教育下，加上升學主義，他們覺得家長和社會施予不少壓力。有一些極端例子指出這種壓力自幼兒園時期便開始產生。另一方面，因為一些青年缺乏溝通知識，不能在學校正常地進行學習和生活，即常稱的學校恐懼症，導致其在未成年甚至成年時期就使得自身厭惡一切群體活動，寧願待在家裡，認為這樣的行為可以避免自己與社會互動帶來的麻煩。即使是勉強畢業後，他們旋即遇上就業困難，多數只能找依靠不接觸人的兼職工作混口飯吃，入息不高，不敷支出；一部分則完全不嘗試就業，成為家人的累贅。部分則為已在穩定職場工作一段時間後，因適應不良，辭職後轉變而成。其他壓力來源包括長相（如過瘦、過胖）、學業或體能表現、財富以及種族。

## 家裡蹲徵兆
家裡蹲的成因是人們生活在終日疲於奔命的社會中，外在環境只帶來不安感及不確定感，所以大家會渴望尋找一個安全的殼或城堡來保護自己，加上當時市場推出各式的家居電器方便足不出戶的生活形態。如青少年或成人之日常行為、生活模式及情緒出現有以下徵兆，顯現將受家裡蹲問題困擾，包括：
個人動力
- 在社會上缺乏成功感及對人生前路感到迷惘
- 開始不喜歡／減少外出；逗留家中，以電腦、電視、書本、睡眠或個人嗜好為伴
- 不想上學、不想工作，甚至對個人以往感興趣的事也提不起勁
- 對事容易有沮喪、無力感，喪失改變現狀的動力
- 課業嚴重退步或工作效率明顯衰退

人際交往
- 減少／害怕／拒絕與人交談及見面
- 對现实世界的人或事开始逐漸不關心，甚至不聞不問
- 開始過度沉迷網路交友或飼養寵物

情緒
- 情緒低落以及不穩定，不會想要向別人表達個人感受及想法
- 在任何情境下試圖迴避一切具有積極意義的話題

影響
- 由于生活习惯问题，家里蹲在生理健康，心理健康或社会适应健康方面比常人情况要差。

## 家庭反應

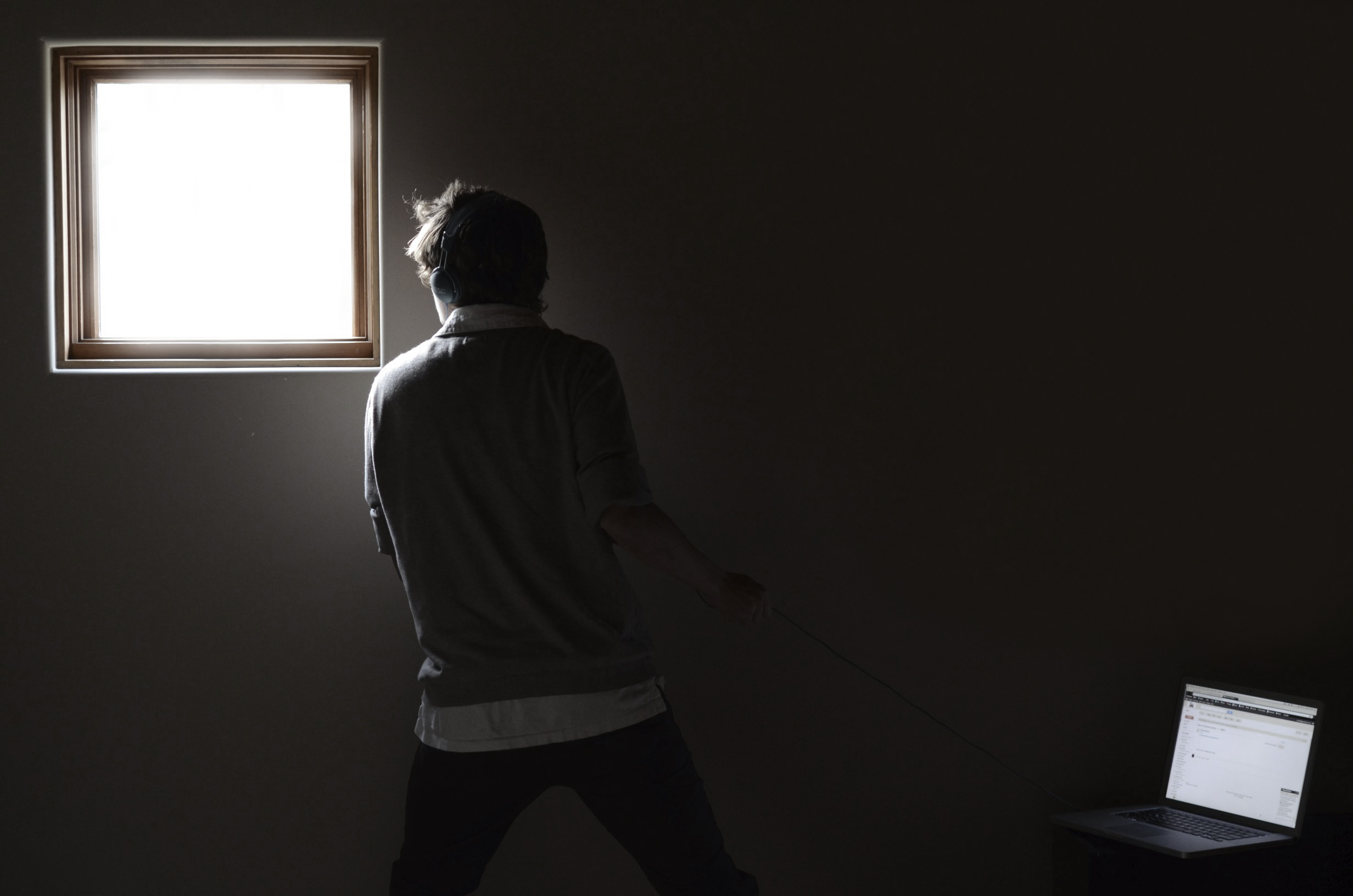
家裡蹲常見特徵：獨居、沒有社交，僅靠網路上的匿名社交和社會互動

家裡蹲常常被家人認為只是家事，一些家庭抱住「家醜不外揚」的心態，對家裡出了家裡蹲難於啟齒，學校或社會工作者亦很少介入。近年由於媒體廣泛報導與關注，家裡蹲的案例被視為社會病態，且與精神病扯上關聯，令一些家庭拒絕救助。有很多家人都會先觀望一段長時間才會去找尋心理學家的協助。在大多數的情況下，父母只是靜待一段時間作觀望，希望他們被稱為隱蔽青年的子女情況會自然地有所改善，父母大多認為這是隱蔽青年的必經之路，認為等待一段時間子女就會自然重投社會。但亦會有少數舊派父母會強迫他們的子女去重投社會。

## 统计

### 日本
根据日本厚生劳动省于2006年的调查推测，有蛰居现象出现的家庭大约有26万，在20〜49岁之间，曾经有过蛰居经历的人数的比例是1.14%。内阁府于2010年实施的15岁到39岁人群调查显示，全国蛰居族的人数是23.6万人，加上准蛰居族（为了兴趣才会外出），则有69.6万人。其中男性占66.1%。2015年内阁府再次调查人数为54.1万人。根据日本各都道府县的地方调查结果显示，约半数的蛰居族年龄在40岁以上，据推算，日本蛰居族的数量将在100万以上。

### 台灣
台灣目前政府並沒有對「繭居族」提供相關協助。但從關聯行為，政府和教育單位，應該對拒學的孩童有相關應對方式。家族也應該協助繭居成員，尋求精神科專業醫療管道。儘管臺灣目前並無繭居族的官方統計數據，但仍可從相關政府部門未升學、未就業的資料中粗估。高中階段，107 學年度高中畢業後未升學未就業人數達 1.3萬人，補習或準備升學占 42%最高，需要工作而未找到工作占 19.9%次之（教育部，2020）。大專院校（含碩博士生）107 學年度休學人數約 7.7 萬人2，其中休學原因以工作需求占 25.1%最高，志趣不合占 14.2%次之，接續為論文撰寫 8.5%、學業成績不佳 7.1%、傷病 5.4%及經濟困難 4.9%等等（教育部統計處，2020）。而 2019 年 20-29 歲失業青年人數合計 20 萬人，20-24 歲及 25-29 歲的失業率分別為 12.27%、6.57%，均遠高於該年度的平均失業率 3.37%（中華民國統計資訊網，2019）。從這些統計資料中，反映許多青年的人生階段並非順利進展，學業與工作間也非無縫轉換，因而部分青年在人生轉換階段之間，就有機會走入繭居的生活型態。

### 香港
現時，香港政府未有對「隱蔽人士」作出正式的定義及統計。2007年，為隱蔽青年提供支援服務的香港基督教服務處進行調查，發現香港有超過18500名10歲至24歲的隱蔽青年。2017年，有學者估算香港約有14萬名隱蔽人士。

## 家裡蹲與尼特族的區別
家裡蹲跟「尼特族」（NEET）有相當的不同點。尼特族只是拒絕工作，平日可能遊手好閒的出門，家裡蹲則是一種更為封閉的狀態，打從心裡抗拒人群、完全從社會蒸發。

## 涉及家裡蹲的故事作品
- 杀死一只知更鸟
- 歡迎加入NHK！
- 最後的家族
- 孤獨搖滾！
- 薔薇少女
- 超自然9人組
- 頭等緋聞
- 不當哥哥了！
- 無職轉生
- Re:從零開始的異世界生活
- 再見宣言

## 参看
- 御宅族
- 尼特族
- 宅男、宅女
- 干物女
- 居家就業
- 不就学
- 自宅警備員

## 外部連結
- （英文） BBC Correspondent: The Missing Million （页面存档备份，存于）
- （英文） BBC Correspondent: Hikikomori Violence （页面存档备份，存于）
- （英文） Time Asia: Japan's Lost Generation （页面存档备份，存于）
- （英文） Time: Staying In and Tuning Out
- （英文） Al-Jazeera: Japan's Secret Epidemic
- （英文） Scotland on Sunday: Japan's Lost Generation
- （英文） Movie: "Hikikomori: Tokyo Plastic"
- （英文） 「Hikikomori - Japans Latest Outcasts」
- （日語） "NHK's Hikikomori Support Site"